# Heteribalia nishijimai
Heteribalia nishijimai är en stekelart som beskrevs av Sakagami 1949. Heteribalia nishijimai ingår i släktet Heteribalia och familjen skärknivsteklar. Inga underarter finns listade i Catalogue of Life.